# Camerún en los Juegos Olímpicos de Sídney 2000
Camerún estuvo representado en los Juegos Olímpicos de Sídney 2000 por un total de 34 deportistas que compitieron en 4 deportes.  
La portadora de la bandera en la ceremonia de apertura fue la atleta Cécile Ngambi.

## Medallistas
El equipo olímpico camerunés obtuvo las siguientes medallas:
| Nombre | Deporte | Competición |
| ------ | ------- | ----------- |
| Oro    |         |             |
| Equipo | Fútbol  | Torneo M    |
| Plata  |         |             |
| —      |         |             |
| Bronce |         |             |
| —      |         |             |